# Gianmarco Piccioni
Gianmarco Piccioni (n. 18 iulie 1991, San Benedetto del Tronto, Marche, Italia) este un fotbalist italian, care evoluează pe postul de atacant.

## Carieră

### Sambenedettese
Născut în San Benedetto del Tronto, Piccioni și-a început activitatea fotbalistică la clubul său natal, Sambenedettese. Din sezonul 2007-2008 a jucat pentru echipa under-20 a clubului. În sezonul 2008-2009 a jucat 4 meciuri pentru echipa mare.

### Vicenza
În ianuarie 2009 a fost vândut la echipa din Serie B Vicenza pentru suma de 100.000 € împreună cu Mattia Evangelist (100.000€), Filippo Forò (150.000€) și German Pomiro (100.000€). Sambenedettese i-a cumpărat pe Stefano Pietribiasi (150.000€) și Marco Zentil (150.000€), în schimb. Cluburile au co-deținut de asemenea 6 jucători. Piccioni a semnat un contract de 2½ ani. În iunie 2009 înțelegerea a fost reînnoită cu excepția lui Evangelisti (către Vicenza) și Zentil (către Sambenedettese). Totuși, Sambenedettese a dat faliment la scurt timp după acest lucru. Piccioni a jucat 18 meciuri în sezonul 2009-2010 în campionatul under-20.

### L'Aquila
În august 2010 a fost vândut echipei de liga a IV-a, L'Aquila. Piccioni a jucat un număr mic de partide însă a fost selecționat o dată pentru reprezentativa under-20 Lega Pro, pentru un cantonament. În ianuarie 2011 a fost selecționat de reprezentativa grupei C under-21 a Seconda Divisione pentru Turneul Patrulater Lega Pro 2011, grupa C devenind câștigătoarea turneului.

### Împrumutul la Virtus Lanciano
Pe data de 31 august 2011, Piccioni s-a întors în liga a III-a italiană, la echipa Virtus Lanciano, unde a fost împrumutat pentru restul sezonului. La schimb, L'Aquila l-a achiziționat, în aceeași zi, pe Roberto Colussi. Piccioni nu a impresionat însă, nereușind să marcheze în 7 partide.

### Shumen
Piccioni a ajuns în 2013 la clubul bulgar PFC Shumen, club care deținea mai mulți fotbaliști italieni la acea vreme, unde a marcat 3 goluri în 10 partide. Ulterior, clubul a fost desființat.

### Mosta
După desființarea clubului bulgar, Piccioni și-a găsit echipă în Prima Ligă Malteză, Mosta. A reușit să impresioneze, marcând 12 goluri în 21 de partide în sezonul 2013-2014.

### Balzan
După un sezon petrecut la Mosta, Piccioni a trecut la un alt club din Prima Ligă Malteză, Balzan, unde a marcat 15 goluri în 27 de partide în sezonul 2014-2015, lucru care a atras atenția a mai multor cluburi.

### CSMS Iași
Impresionând în Malta, clubul de Liga I CSMS Iași l-a contractat pe Piccioni la începutul sezonului 2015-2016, fiind recomandat de antrenorul italian al clubului ieșean, Nicolò Napoli. A reușit să marcheze 3 goluri în 20 partide disputate în prima divizie din România.